# Norrköping Flygplats
Luchthaven Norrköping (IATA: NRK, ICAO: ESSP) is een luchthaven net buiten Norrköping, Zweden. Het had 113 515 passagiers in 2008.

## Geschiedenis
De luchthaven werd opgericht in 1934. Het had het hoogste aantal passagiers in de jaren 80, wat ongeveer te vergelijken is met nu. De lijnvlucht met Stockholm is in 2001 komen te vervallen, omdat er een betere weg ernaartoe was en tevens nog een railverbinding.